# Corrent de Planck

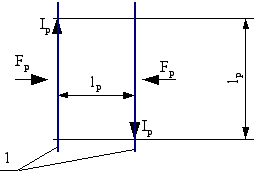
1 - Conductors, F_{p} - Força de Planck, l_{p} - Longitud de Planck, I_{p} - Corrent de Planck.

El corrent de Planck, simbolitzat com Ip, és la unitat de corrent elèctric en el sistema d'unitats naturals conegut com a unitats de Planck.
El corrent de Planck s'expressa com:
{\displaystyle I_{p}=q_{p}/t_{p}=(c^{6}4\pi \varepsilon _{0}/G)^{\frac {1}{2}}} ≈ 3,479 × 1025 A
en què:
- {\displaystyle q_{p}=(c\hbar 4\pi \varepsilon _{0})^{\frac {1}{2}}} és la càrrega de Planck
- {\displaystyle t_{p}=(\hbar G/c^{5})^{\frac {1}{2}}} és el temps de Planck
- {\displaystyle \varepsilon _{0}} és la permitivitat del buit
- {\displaystyle \hbar } és la constant de Planck reduïda
- {\displaystyle G} és la constant de la gravitació
- {\displaystyle c} és la velocitat de la llum al buit

El corrent de Planck és el corrent que, en un conductor, transporta una càrrega de Planck en un temps de Planck.
De manera alternativa, es pot dir que el corrent de Planck és el corrent que, si el mantenim en dos conductors lineals paral·lels, de longitud infinita i d'una secció circular negligible, i separats al buit per una longitud de Planck, entre els conductors esmentats es produirà una força igual a la força de Planck per la longitud de Planck.